# Franz Hofer (Politiker, 1929)
Franz Hofer (* 8. Juli 1929 in Stroheim; † 19. April 2020) war ein österreichischer Politiker (ÖVP). Er war von 1967 bis 1971 Vizebürgermeister der Stadt Leonding und von 1971 bis 1985 Abgeordneter zum Oberösterreichischen Landtag.

## Leben
Franz Hofer wurde als erstes von elf Kindern einer Bauernfamilie geboren. Nach dem Besuch der Volksschule in Stroheim-Reith und der Matura am akademischen Gymnasium im Jahr 1950 begann er ein Studium der Rechtswissenschaften an der Universität Graz, wo er 1955 zum Doktor der Rechtswissenschaften promovierte. Anschließend war er als Rechtsreferent bei der land- und forstwirtschaftlichen Sozialversicherung tätig, bis zur Pensionierung 1989 war er Direktor bei der Sozialversicherung der Bauern. In der Pension begann er ein Theologiestudium an der Katholischen Hochschule in Linz, das er 1996 als Magister der Theologie abschloss.
Hofer war ab 1955 verheiratet, mit seiner Frau hatte er drei gemeinsame Kinder. Er starb im April 2020 im Alter von 90 Jahren. Er wurde am Stadtfriedhof Leonding bestattet.

### Politik
Hofer war ab 1957 Obmann des Österreichischen Arbeitnehmerinnen- und Arbeitnehmerbundes in Leonding. 1961 zog er dort in den Gemeinderat und Gemeindevorstand ein, 1965 wurde er Stadtparteiobmann, von 1967 bis 1971 war er Vizebürgermeister. 1967 folgte er Karl Blaimschein als ÖVP-Bezirksparteiobmann von Linz-Land nach, diese Funktion hatte er bis 1985 inne.
In der XX. Gesetzgebungsperiode zog er mit 3. Mai 1971 als Abgeordneter in den Oberösterreichischen Landtag ein, wo er Mitglied im Geschäftsordnungsausschuss sowie Obmann-Stellvertreter des Ausschusses für Verfassung und Verwaltung und des Ausschusses für öffentliche Wohlfahrt war. Im ÖVP-Landtagsklub fungierte er als Sozialsprecher. Dem Landtag gehörte er bis zum Ende der XXII. Gesetzgebungsperiode an, nach der Landtagswahl 1985 schied er aus dem Landtag aus.